# Armadillo de cua nua gros
L'armadillo de cua nua gros (Cabassous tatouay) és una espècie d'armadillo de Sud-amèrica. Viu a l'Argentina, Bolívia, el Brasil, el Paraguai, el Perú i l'Uruguai.